# جامعه (فیلم)
جامعه (انگلیسی: Society) فیلمی در ژانر معمایی و کمدی ترسناک است که در سال ۱۹۸۹ منتشر شد. از بازیگران آن می‌توان به بیلی وارلاک اشاره کرد.